# Krummer Ellbogen

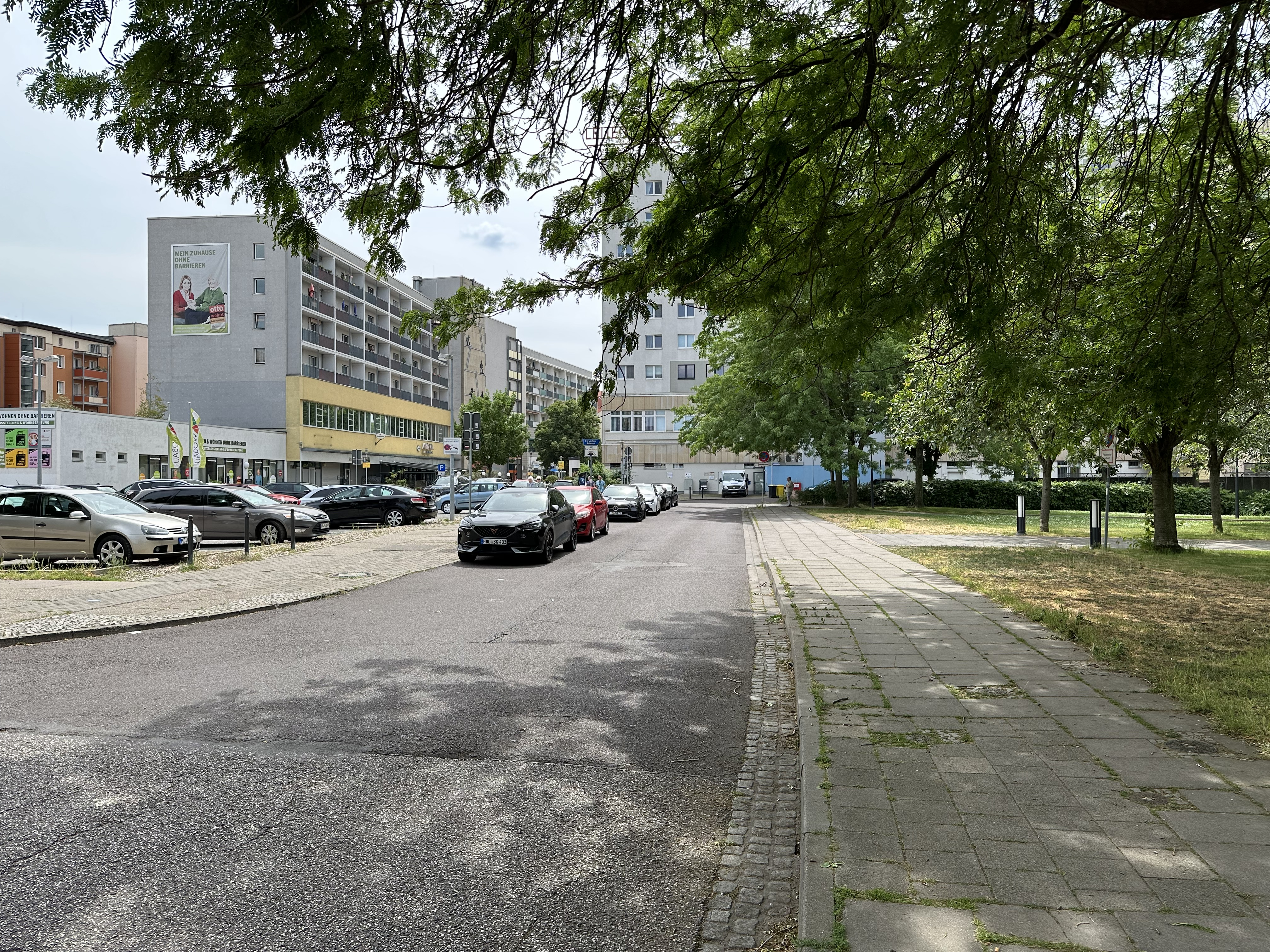
Blick von Norden in den Krummen Ellbogen, 2024

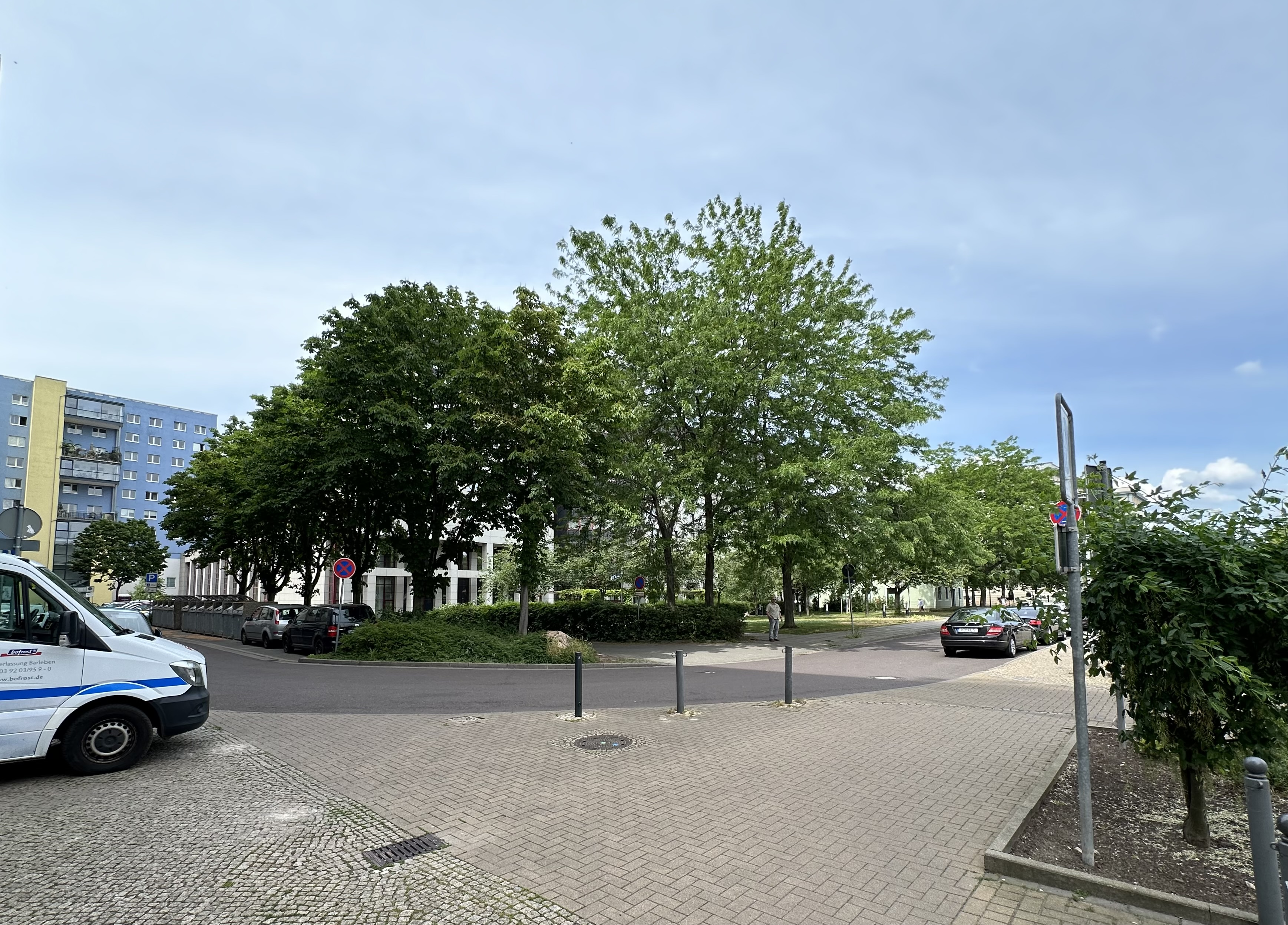
Die Kurve die zum Namen Krummer Ellbogen führte, Blick von Südosten, 2024

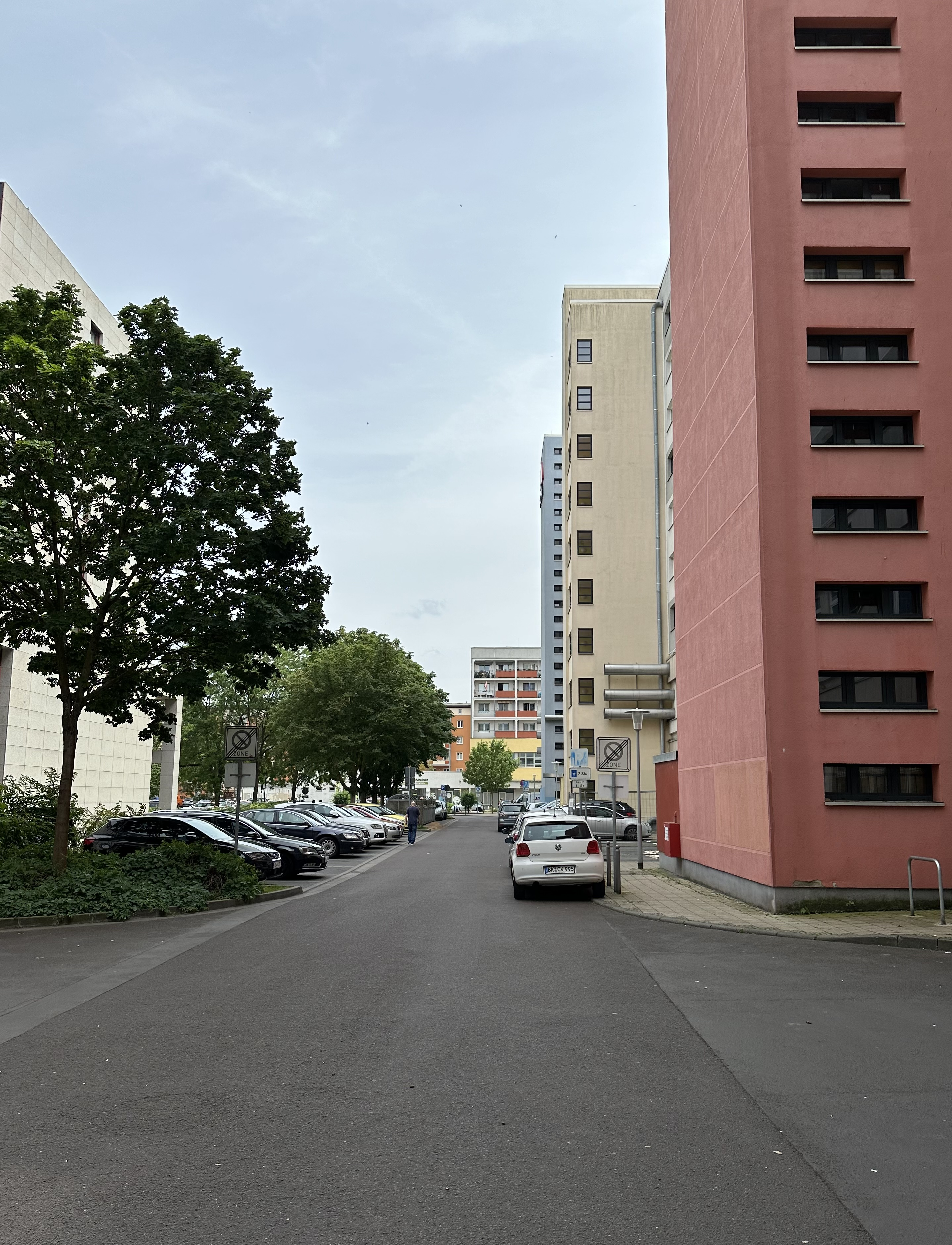
Blick vom westlichen Ende, des südlichen Zweigs

Der Krumme Ellbogen war eine Straße in Magdeburg in Sachsen-Anhalt.

## Lage und Verlauf
Die Straße befand sich in der Magdeburger Altstadt. Sie führte als südliche Verlängerung der Krügerbrücke in südliche Richtung. Kurz vor der Leiterstraße bog sie nach Westen ab und mündete in die Prälatenstraße ein. Der Straßenverlauf ist praktisch erhalten, heute jedoch unterschiedlichen Straßen zugeordnet. Das nördliche Teilstück gehört mit zur Krügerbrücke, der westliche Teil wird als nördliche Zuwegung zur Bebauung der Nordseite der Leiterstraße mit zu dieser Straße gezählt.
Die historische Nummerierung des Krummen Ellbogens begann mit der Nummer 1 auf der Ostseite des nördlichen Abschnitts. Die Nummer 2 befand sich gegenüber, auf der Westseite. Von da aus lief die Nummerierung aufsteigend auf der Westseite nach Süden und um den Bogen herum dann weiter nach Westen. Die Nummer 11 war dann das Eckhaus zur Prälatenstraße. Die Nummern 12 und 13 befanden sich dann von West nach Ost verlaufend auf der Südseite der Straße.

## Geschichte
Der Name der Straße ging auf ihren gekrümmten Verlauf zurück, der an die Form eines gekrümmten Arms, also eines krummen Ellenbogens erinnerte. Zunächst hieß die Straße jedoch Krumme Straße. Eine erste entsprechende urkundliche Erwähnung ist aus dem Jahr 1489 als krumme strate by deme brande überliefert. Im Mittelalter war auch der Bereich des späteren Krummen Ellbogens von einem großen Brand betroffen, woraus sich der Verweis auf den Brand ergibt. Zeitweise wurde der ganze Bereich als Auf dem Brande bezeichnet. Der Name Krumme Straße blieb bis 1730 in Gebrauch, seitdem wurde der Name Krummer Ellbogen genutzt.
Nach den Zerstörungen des Zweiten Weltkriegs blieb die Straße zwar in ihrer grundsätzlichen Lage erhalten. Der Name Krummer Ellenbogen wurde jedoch aufgegeben. Durch die Neubebauung der Leiterstraße und des Bereichs westlich des Krummen Ellbogens fiel hier die Prälatenstraße weg, so dass der Straßenverlauf des Krummen Ellbogens im Westen nun als Sackgasse endet. Die historische Bebauung ging komplett verloren. In der Zeit der DDR entstand auf der Südseite des Krummen Ellbogens, entlang der Leiterstraße, ein großes Wohn- und Geschäftshaus in Plattenbauweise, das zur Leiterstraße gerechnet wird.
1990 wurde an der nordöstlichen Ecke des früheren Krummen Ellbogens, an der Ecke zur Himmelreichstraße, die Hauszeichenstele errichtet. An ihr befinden sich, inspiriert durch die Namen tatsächlich einmal bestehender Hauszeichen, frei assoziierte Hauszeichen.
2024 wurden Pläne zur Neubebauung der Ostseite des ehemaligen Krummen Ellbogens bekannt. Danach bestehen Überlegungen dort ein Hotel mit 160 Zimmern zu errichten.

## Historische Häuser des Krummen Ellbogens
| Hausnummer | Name                                                  | Bemerkungen | Bild |
| ---------- | ----------------------------------------------------- | --- | ---- |
| 1          |                                                       | Im Jahr 1631 befanden sich auf dem Grundstück drei Buden, die dann, wohl infolge der Zerstörung Magdeburgs im Jahr 1631, als wüste Stätten geführt wurden. Die Besitzer der Buden waren Frau Kurtz, Paul Zentner und Johann Dannenberg. Bei der Bude von Paul Zentner handelte es sich um ein Lehen des Klosters Unser Lieben Frauen. 1683 war dann Leutnant David Hurte Eigentümer einer wüsten Stätte in diesem Bereich. Eine tatsächliche Bebauung erfolgte dann erst wieder um 1740. |      |
| 1a         |                                                       | 1631 war das Grundstück mit drei Buden bebaut. Eine der Buden gehörte im Jahr 1651 und auch noch 1659 Samuel Fechter. Die andere beiden Buden gehörten dem Kaufmann Simon Prinz, der sie als hintere Stätten zum Grundstück Breiter Weg 190 nutzte. Im Jahr 1683 war der Eigentümer unbekannt. In der Zeit bis 1699 wurden sie dann zum Hinterhaus für das Grundstück Breiter Weg 188. |      |
| 2          |                                                       | In den Jahren 1631 und 1651 gehörte das Grundstück den Erben von Joachim Rösicke (fälschlich auch Köseke). Auf sie folgte als Eigentümer der städtische Kunstpfeifer Heinrich Karutz (auch Karautze). Für 1688 ist überliefert, dass der Lohgerber Hans Möser die Stelle für 5 Taler an den Hausschlächter Christoph Kaye veräußerte. Kaye errichtete dann ein Haus, das er 1716 für 250 Taler an seinen Sohn, den Schuster Bernhard Kaye, vererbte. |      |
| 3          |                                                       | In der Zeit nach 1631 gehörte das Grundstück dem Kunstgeiger Hans Karautze, auf den sein Sohn Heinrich folgte, dem später die benachbarte Nummer 2 gehörte. Er veräußerte die Stätte für 18 Taler im Jahr 1651 an Johann Egeling (auch Eberling, Elberling oder Eggeleben), dessen Kinder dann 1676 für 45 Taler an Christoph Kaye verkaufte. Kaye war auch Eigentümer der Nummer 2. Er errichtete ein Haus, das sein Sohn 1716 für 200 Taler erbte. |      |
| 4          |                                                       | 1651 war der Schneider Nikolaus Beyer Eigentümer. Im Jahr 1683 gehörte es der Ulrichsgemeinde, danach Henning Schütte. Schütte verkaufte die Stätte 1716 für 16 Taler an Andreas Siedentopf, der ein Haus errichtete. Das Haus wird in seiner Lage als gegen den weißen Hammer gelegen beschrieben, so das anzunehmen ist, dass sich ein Haus dieses Namens in der Nähe befand. Die genaue Lage des Hauses Zum weißen Hammer ist jedoch unklar. |      |
| 5          |                                                       | In der Zeit von 1651 bis 1716 befand sich das Grundstück jeweils im gleichen Eigentum wie das benachbarte Grundstück Nummer 4. Dann errichtete Henning Schütte ein Haus. Er blieb bis 1734 Eigentümer. |      |
| 6          |                                                       | In der Zeit vor 1631 befand sich hier ein Armenhaus. In späterer Zeit fehlen weitere Nachrichten. Es wird davon ausgegangen, dass sich das Grundstück auch noch 1683 im Eigentum der städtischen Kämmerei befand. 1715 und auch noch 1718 gehörte das Haus der Witwe von Michael Zinke. |      |
| 7          |                                                       | Im Jahr 1651 gehörte das Grundstück Nikolaus Hohn, 1683 war der Eigentümer dann jedoch unbekannt. Später war Michael Kuntermann Eigentümer. Er verstarb 1710, seine Erben veräußerten es 1715 für 280 Taler an den Tabakspinner Andreas Kuntermann. Noch bis 1730 war seine Witwe Eigentümerin. |      |
| 8          |                                                       | In der Zeit vor 1631 gehörte das Haus Thomas Giesel (vermutlich identisch mit Mathias Giese). Seine Witwe heiratete Julius Zeitz, verstarb jedoch 1653. Erbe der Stätte wurde die Ehefrau von Jakob Hartwig. Ihr Ehemann bebaute das Grundstück. Nach seinem Tod gehörte das Haus seiner Witwe, die als Schulmeisterin tätig war. Sie wurde noch 1679 und 1685 als Eigentümerin genannt. Ihr folgte als Eigentümer der Braumeister Kurt Wilhelm nach, der 1718 verstarb. 1720 veräußerten seine Erben es für 300 Taler an den Gelbgießer Johann Naucke, der es noch im gleichen Jahr für 330 Taler an den Arbeiter Andreas Dieterich weiter verkaufte. |      |
| 9          |                                                       | 1622 und auch noch 1657 war Heinrich Gottschalk Eigentümer. Seit 1622 lag auf dem Haus eine Hypothek zugunsten der Tochter von Martin Andreäs. Letztlich musste Gottschalk das Grundstück aufgrund der Hypothek abtreten. 1663 veräußerte die Tochter von Martin Andreäs die Stätte für 12 Taler an den Schlächter Jakob Zauer (auch Sauer), der seinerseits an den Schuhflicker Karsten Krönecke verkaufte. Krönecke bebaute das Grundstück dann im Jahr 1673. Im Jahr 1679 veräußerte sein Schwiegersohn, der Musketier Albrecht Gröpke, das Haus für 110 Taler an den Leineweber David Dienemann (auch Thienemann). Für das Jahr 1685 ist ein Verkauf durch den Leineweber Ernst Blenckener für 118 Taler an den Brauknecht Kurt Wilhelm belegt, der 1696 an den Arbeiter Andreas Grosse weiter verkaufte. Seine Witwe blieb bis 1722 Eigentümerin. |      |
| 10         |                                                       | Im Jahr 1651 gehörte das Grundstück dem Turmpfeifer Jobst Werner, der die Stätte 1657 für 20 Taler an den Schlächter Jakob Sauer veräußerte. Sauers Enkel, der Leineweber Hans Sauer verkaufte 1686 für 24 Taler an den Brauknecht Kurt Wilhelm. Danach gehörte das Haus den Erben von Andreas Besche, später dem Kaufmann Hermann Stilke, 1698 dem Maurermeister Mathias Ernst Kolbe. kolbe veräußerte das haus 1717 für 712 Taler an den Hufschmied Christoph Kleingärtner, der bis 1725 Eigentümer blieb. |      |
| 11         |                                                       | 1631 gehörte das Haus Nikolaus Düngel. Für 1651 und 1657 ist belegt, dass der Stadtsoldat Kaspar Düngel hier eine Hütte bewohnte. Düngels Töchter veräußerten dann 1678 da als Haus bezeichnete Gebäude für 40 Taler an Balthasar Wolter, der es seinerseits 1682 für 100 Taler an den Tagelöhner Johann Bösche verkaufte. Bösche ist zuletzt im Jahr 1686 erwähnt. Später gehörte die wieder wüst gewordene Stätte Christoph Schröder. Auf ihn folgte Joachim Daule, der sie 1705 für 46 Taler an Friedrich Kammerath verkaufte. Kammerath bebaute das Grundstück neu und blieb bis 1725 Eigentümer. |      |
| 12         | Zum süßen Eingang Zum (brandenburgischen) roten Adler | Gastwirt des Gasthofs Zum süßen Eingang war im Jahr 1631 Ulrich Hering. Er überlebte auch die Zerstörung der Stadt Magdeburg im Jahr 1631. In der Zeit bis 1651 war er auch wieder eingerichtet und in betrieb. 1651 gehörte er dann dem Erbe Herings, dem Leutnant und späteren Kapitän Michael Schreiter Seine Witwe verkaufte den Gasthof 1661 für 837 Taler an Christoph Kurzhauer, der ihn 1668 an den Gastwirt Samuel Otto veräußerte. Bis 1668 wurde der Gasthof, zu Ehren des Großen Kurfürsten, in Zum (brandenburgischen) roten Adler umbenannt. Hintergrund war die ab 1666 in Magdeburg eingerichtete brandenburgische Garnison. Zum Anwesen gehörte als Nebenhaus die Prälatenstraße 13, sowie als Hinterstelle die Leiterstraße 8, in der sich eine Ausfahrt und ein Hinterhaus befand. Von 1660 bis 1693 gehörte auch die Leiterstraße 10 als Hinterstelle zum Anwesen. 1678 verkaufte Otto für 1100 Taler an den brandenburgischen Sergeanten und Schneider Hans Heinrich Tremely. In seiner Zeit kam von 1680 bis 1694 auch das Grundstück Leiterstraße 9 als Hinterstelle hinzu. 1690 hatte der Gastwirt Hans Druckenbrodt den Gasthof für 1050 Taler erworben, der auch noch 1693 als Eigentümer genannt wurde. Von 1694 bis 1699 war der Weinschenk Johann Anton Brehmer Eigentümer, ab 1699 dann der Schneider Heinrich Bartels. Bartels veräußerte den Gasthof 1714 für 3000 Taler an den Gastwirt Johann David Loof. Seine Witwe blieb bis 1729 Eigentümerin. Der Name Zum süssen Eingang findet sich auf der Hauszeichenstele wieder. |      |
| 13         |                                                       | In der Zeit vor 1631 gehörte das Haus Peter Röseke (fälschlich auch Köseke). Noch vor 1631 vererbte er das Haus an den Kunstpfeifer Sylvester Nolopp, der die Stätte 1659 für 20 Taler an Johann Fiedeler veräußerte. Im Jahr 1683 war der Bierspünder Jobst Sievert Eigentümer des Hauses und eines daran angrenzenden wüsten Platzes. Sieverts Tochter Anna Magdelene veräußerte 1699 beides für 330 Taler an den Postillion Hans Reusche, der letztmalig im Jahr 1711 erwähnt wurde. |      |